# Diplopleura japonica
Diplopleura japonica är en djurart som tillhör fylumet slemmaskar, och som beskrevs av William Stimpson 1857. Diplopleura japonica ingår i släktet Diplopleura och familjen Lineidae. Inga underarter finns listade i Catalogue of Life.